# Pom Klementieff
Pom Klementieff est une actrice française, née le 3 mai 1986 à Québec.
Elle est révélée en 2009 par le drame Loup, écrit et réalisé par Nicolas Vanier. Elle est essentiellement connue pour le rôle de Mantis dans l'univers cinématographique Marvel et pour celui de Paris dans les volets 7 et 8 de la saga Mission impossible.

## Biographie

### Jeunesse et révélation
Pom Klementieff naît à Québec au Canada d'un père diplomate, d'origine russo-française, et d'une mère coréenne. Son prénom signifie « printemps » en coréen.
Après avoir habité au Japon puis en Côte d'Ivoire, sa famille finit par s'installer en France. Alors qu'elle est étudiante en droit à l'université Panthéon-Assas, elle quitte son cursus pour s'inscrire en classe libre au cours Florent,.
Son premier casting est celui pour une publicité pour des protections hygiéniques, où elle n'est pas sélectionnée, avant de se tourner vers le cinéma et d'obtenir un rôle dans Après lui de Gaël Morel, puis dans Sans arme, ni haine, ni violence de Jean-Paul Rouve. En 2009, elle joue le premier rôle féminin de Loup de Nicolas Vanier, pour lequel elle apprend à conduire un traîneau de rennes.

### Carrière
L'année 2011 est marquée par la sortie de deux longs-métrages : la comédie Une pure affaire, première réalisation d'Alexandre Coffre ; et le thriller Nuit blanche, quatrième film de Frédéric Jardin : elle y incarne un personnage secondaire, et y côtoie une distribution menée par Tomer Sisley, JoeyStarr, Julien Boisselier et Lizzie Brocheré.
En 2012, elle apparaît dans des projets attendus d'apprentis cinéastes : d'abord, la comédie romantique L'amour dure trois ans, adaptation par Frédéric Beigbeder de son propre roman ; puis elle fait un caméo dans la comédie de bande Radiostars, première réalisation du scénariste Romain Levy. Enfin, elle est l'une des actrices principales de la comédie à succès Les Kaïra, réalisée par Franck Gastambide.
Après un petit rôle dans la comédie Paris à tout prix, premier film de la comédienne Reem Kherici en tant que scénariste-réalisatrice, elle débarque à Hollywood en rejoignant la distribution principale du thriller Old Boy, remake par Spike Lee du thriller coréen éponyme. Pour ce rôle, elle prend des cours de taekwondo. Le film est cependant un gros échec commercial.
Après cet échec, elle décide de rester aux États-Unis, où elle tourne des pubs pour subvenir à ses besoins, et décide de passer le casting pour Les Gardiens de la Galaxie Vol. 2. Retenue avec d'autres, elle passe un bout d'essai avec David Bautista et obtient le rôle. Elle prête alors ses traits au personnage de Mantis dans le film et entre ainsi dans l'univers cinématographique Marvel. Elle conserve son rôle pour Avengers: Infinity War en 2018 et sa suite, Avengers: Endgame, en 2019.

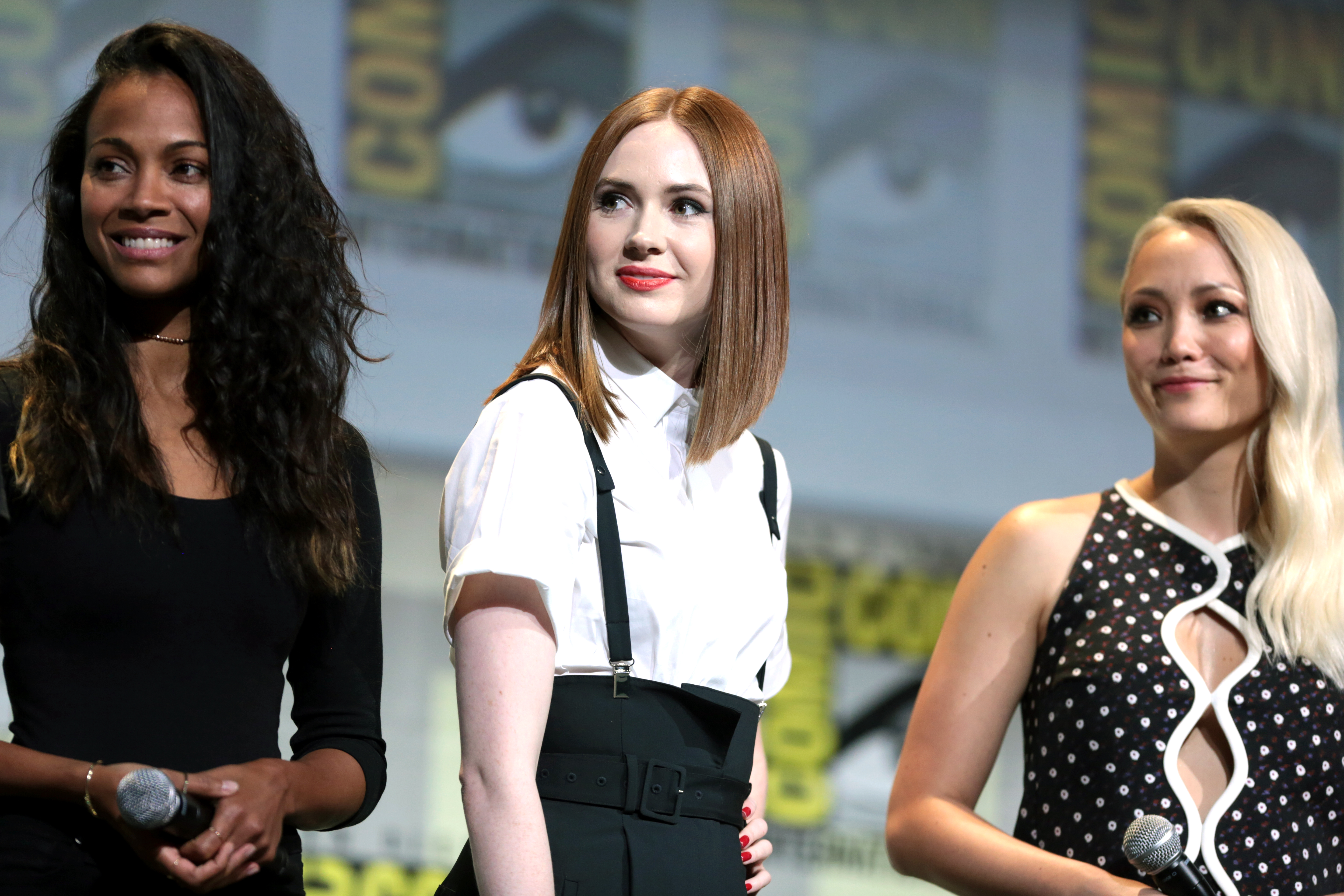
L'actrice aux côtés de ses partenaires féminines Zoe Saldaña et Karen Gillan dans Les Gardiens de la Galaxie Vol. 2, au San Diego Comic-Con 2016.

En 2019, elle apparaît dans un épisode de la saison 5 de la série Black Mirror, sortie en juin. Elle y incarne Roxette, l'un des personnages d'un jeu vidéo de combat en réalité virtuelle auquel jouent les personnages d'Anthony Mackie et Yahya Abdul-Mateen II.
En 2020, elle apparaît dans le rôle de Martel dans la troisième saison de Westworld sur HBO.
En 2021, elle joue dans le film Netflix Thunder Force, une parodie de films de super-héros. Elle réalise par la suite un caméo dans le film The Suicide Squad de James Gunn chez DC Comics.
Entre 2022 et 2023, elle reprend son rôle de Mantis dans trois productions Marvel : le film Thor: Love and Thunder, le téléfilm de Noël Les Gardiens de la Galaxie : Joyeuses Fêtes, puis le troisième et dernier volume des Gardiens de la Galaxie de James Gunn.
Par la suite, elle rejoint le casting de Mission impossible : Dead Reckoning avec Tom Cruise, dans le rôle de la tueuse Paris, rôle qu'elle reprend en 2025 dans sa suite, Mission: Impossible - The Final Reckoning.

### Vie privée
Durant l'année 2011, elle est en couple avec Nicolas Bedos.

## Filmographie

### Cinéma

#### Longs métrages
- 2007 : Après lui de Gaël Morel : Émilie
- 2008 : Sans arme, ni haine, ni violence de Jean-Paul Rouve : NHI
- 2009 : Loup de Nicolas Vanier : Nastazya
- 2011 : Une pure affaire d'Alexandre Coffre : Naomi
- 2011 : Nuit blanche de Frédéric Jardin : Lucy
- 2011 : La Délicatesse de David et Stéphane Foenkinos : la serveuse au restaurant Charles
- 2011 : Silhouettes de Lars Knorrn : Valérie
- 2012 : L'amour dure trois ans de Frédéric Beigbeder : Julia, la fiancée du père
- 2012 : Radiostars de Romain Levy : la pizza-girl
- 2012 : Les Kaïra de Franck Gastambide : Tia
- 2013 : Paris à tout prix de Reem Kherici : Jess
- 2013 : Old Boy de Spike Lee : Haeng-Bok
- 2015 : Hacker's Game de Cyril Morin : Loise
- 2017 : Instalife (Ingrid Goes West) de Matt Spicer : Harley Chung
- 2017 : Les Gardiens de la Galaxie Vol. 2 (Guardians of the Galaxy Vol. 2) de James Gunn : Mantis
- 2017 : Newness de Drake Doremus : Bethany
- 2018 : Avengers: Infinity War : d'Anthony et Joe Russo : Mantis
- 2018 : Hacker's Game Redux de Cyril Morin : Loise
- 2019 : Avengers: Endgame : d'Anthony et Joe Russo : Mantis
- 2019 : Uncut Gems de Joshua et Ben Safdie : Lexus
- 2019 : La Famille Addams de Conrad Vernon et Greg Tiernan : Layla et Kayla (voix)
- 2021 : Thunder Force de Ben Falcone : Laser
- 2021 : The Suicide Squad de James Gunn : une danseuse au bar La Gatita Amable
- 2022 : Thor: Love and Thunder de Taika Waititi : Mantis
- 2023 : Les Gardiens de la Galaxie Vol. 3 (Guardians of the Galaxy Vol. 3) de James Gunn : Mantis
- 2023 : Mission impossible : Dead Reckoning (Mission: Impossible – Dead Reckoning) de Christopher McQuarrie : Paris
- 2024 : The Killer's Game de J. J. Perry : Antoinette
- 2025 : Mission: Impossible - The Final Reckoning de Christopher McQuarrie : Paris
- 2025 : Superman de James Gunn : Nº1, l'un des robots au service de Superman (voix)
- 2026 : Mi Amor de Guillaume Nicloux
- 2027 : High in the Clouds : Mina (voix)

#### Courts métrages
- 2006 : Des mots de Nicolas Rostan : la fille timide
- 2010 : Qu'est-ce qu'on a fait ? d'André Cavaillé : la seconde femme
- 2012 : A l'ombre du palmier de Bruno Veniard : le modèle
- 2012 : El turrrf de Louis-Ronan Choisy : Pom
- 2014 : RossFit de Jon Mackey
- 2016 : Seed de Nelson Lee : Cat
- 2017 : Altération de Jérôme Blanquet : Elsa
- 2018 : Time of Day de Thimios Bakatakis et Marissa Velez : elle-même
- 2020 : Au revoir, Chris Hewsworth de Simon Pegg : Pom
- 2021 : Sauver Ralph (Save Ralph) de Spencer Susser : Cinnamon (animation voix)
- 2023 : The Calm de Sam Hargrave : Pom

### Télévision
- 2009 : Pigalle, la nuit de Hervé Hadmar et Marc Herpoux (mini-série télévisée) (8 épisodes) : Sandra
- 2019 : Black Mirror : Roxette (Striking Vipers, saison 5, épisode 1)
- 2020 : Westworld : Martel (saison 3, 3 épisodes)
- 2020 : Acting for a Cause : Alex Goran (saison 3, épisode 2 Up in the Air)
- 2022 : Les Gardiens de la Galaxie : Joyeuses Fêtes (The Guardians of the Galaxy Holiday Special) de James Gunn : Mantis

### Clips
- 2014 : Around Town de The Kooks[16],[17]
- 2017 : Guardians of the Galaxy : Inferno de David Yarovesky (clip promotionnel pour Les Gardiens de la Galaxie Vol. 2) : elle-même

### Publicités
- 2018 : The Delivery Man - Prada[18]